# Marcus Scribner

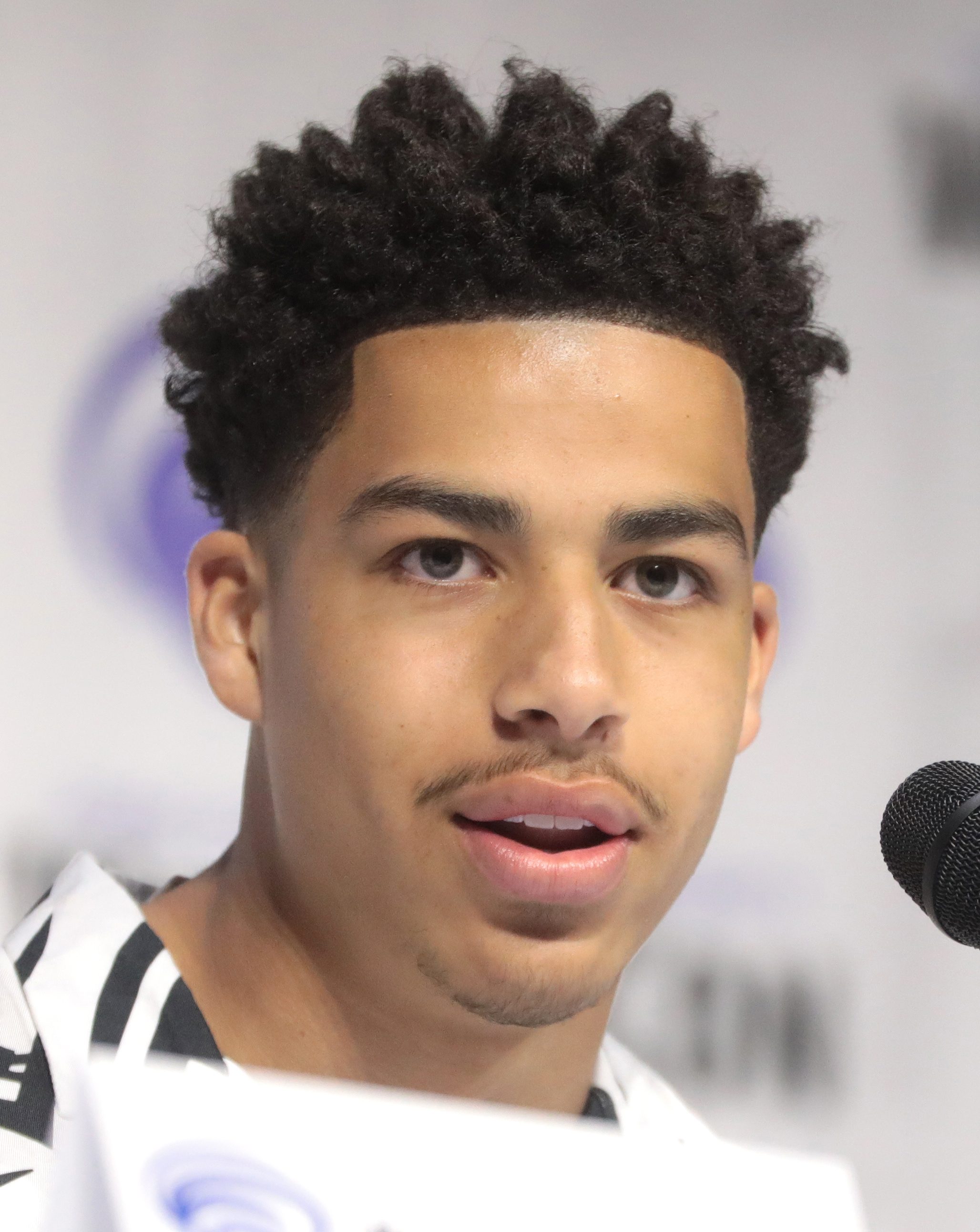
Marcus Scribner, 2019

Marcus Scribner (* 7. Januar 2000 in Los Angeles, Kalifornien) ist ein US-amerikanischer Schauspieler und Synchronsprecher, der vor allem durch seine Rolle des Andre Johnson, Jr. in der ABC-Serie Black-ish Bekanntheit erlangte.

## Leben und Karriere
Marcus Scribner wurde am 7. Januar 2000 in vierter Generation in Los Angeles im US-Bundesstaat geboren. Dabei kam er im Cedars-Sinai zur Welt, in dem bereits seine Mutter geboren wurde. Durch seinen Vater Troy, dessen Vater von der griechischen und römischen Antike und Mythologie fasziniert war, erhielt er ebenfalls einen Namen aus dieser Zeit. Seine jüngere Schwester erhielt den Namen Athena. Noch in seiner Kindheit begann Scribner, auf Vereinsbasis Lacrosse zu spielen und diverse Musikinstrumente (Klarinette und Gitarre) zu erlernen.
Seine Karriere als Schauspieler begann Marcus Scribner, als er für eine Rolle in der ABC-Krimiserie gebucht wurde, in der er 2010 in einer Episode zu sehen war. In der deutschsprachigen Synchronfassung dieser Episode lieh ihm Eric Stefanov die Stimme. Nachdem er in den Jahren 2012 und 2013 in jeweils einer Episode von New Girl, Wedding Band und Wendell & Vinnie mitgewirkt hatte, erhielt er die Rolle des Andre Johnson, Jr. in der ABC-Serie Black-ish. In der Serie war er bis 2022 in einer der Hauptrollen zu sehen und mimte dabei den Sohn von Andre „Dre“ Johnson, Sr. (gespielt von Anthony Anderson) und Dr. Rainbow „Bow“ Johnson (gespielt von Tracee Ellis Ross). Für seine dargebotene Leistung in der Serie war er bei den Image Awards 2015 für einen NAACP Image Award in der Kategorie „Bester Nebendarsteller in einer Comedy-Serie“ nominiert, konnte sich in dieser Kategorie jedoch nicht gegen Routinier Laurence Fishburne durchsetzen, der den Preis, ebenfalls für sein Engagement in Black-ish, gewann.
Nachdem Scribner im Jahr 2015 in der englischsprachigen Originalfassung von Arlo & Spot die Sprechrolle des Buck übernommen hatte, die in der deutschen Fassung von Sebastian Kluckert gesprochen wurde, erhielt er im Jahr 2016 zahlreiche weitere Nominierungen. So wurde er bei den Young Artist Awards 2016 für einen Young Artist Award in der Kategorie „Bester Synchronsprecher in einer Voice-over-Rolle (12 bis 21 Jahre)“ für sein Engagement in Arlo & Spot nominiert; weitere Nominierungen bei dieser Verleihung waren in der Kategorie „Bester Hauptdarsteller in einer Fernsehserie (14 bis 21 Jahre)“ und in der Kategorie „Herausragende Besetzung in einer Fernsehserie“ (beide ebenfalls für Black-ish), wobei er in letztgenannter zusammen mit Yara Shahidi, Miles Brown und Marsai Martin nominiert wurde. Hierbei konnte er sich jedoch in keiner Kategorie durchsetzen, erhielt aber bei der Verleihung der Image Awards 2016 einen NAACP Image Award in der Kategorie „Outstanding Performance by a Youth (Series, Special, Television Movie or Mini-series)“ für seine Darbietungen in der Comedy-Serie über eine afroamerikanische Familie der oberen Mittelschicht. Des Weiteren ist Scribner seit 2014 regelmäßig Gast bei diversen anderen Preisverleihungen oder auch Talkshows, so zum Beispiel bei The Real, Jimmy Kimmel Live! oder Good Morning America. Nach seinem High-School-Abschluss strebt Marcus Scribner eine Laufbahn an einer der Pac-12-Universitäten an.

## Filmografie
Filme
- 2015: Arlo & Spot (The Good Dinosaur, Stimme)
- 2020: Farewell Amor
- 2021: Ron läuft schief (Ron’s Gone Wrong, Stimme von Alex)
- 2022: Because Of You (Along for the Ride)
- 2023: How I Learned to Fly

Serien
- 2010: Castle (eine Episode)
- 2012: New Girl (eine Episode)
- 2012: Wedding Band (eine Episode)
- 2013: Wendell & Vinnie (eine Episode)
- 2014–2022: Black-ish (176 Episoden)
- 2018–2020: She-Ra und die Rebellen-Prinzessinnen (She-Ra and the Princesses of Power, 57 Episoden, Stimme)
- 2019, 2020: Mixed-ish (zwei Episoden)
- 2019–2024: Grown-ish

## Auszeichnungen
Nominierungen
- 2015: NAACP Image Award in der Kategorie „Bester Nebendarsteller in einer Comedy-Serie“ für Black-ish[1]
- 2016: Young Artist Award in der Kategorie „Bester Synchronsprecher in einer Voice-over-Rolle (12 bis 21 Jahre)“ für Arlo & Spot[2]
- 2016: Young Artist Award in der Kategorie „Bester Hauptdarsteller in einer Fernsehserie (14 bis 21 Jahre)“ für Black-ish[2]
- 2016: Young Artist Award in der Kategorie „Herausragende Besetzung in einer Fernsehserie“ zusammen mit Yara Shahidi, Miles Brown und Marsai Martin für Black-ish[2]

Auszeichnungen
- 2016: NAACP Image Award in der Kategorie „Outstanding Performance by a Youth (Series, Special, Television Movie or Mini-series)“ für Black-ish[3]